# Ine Schenkkan
 (octobre 2018).
Si vous disposez d'ouvrages ou d'articles de référence ou si vous connaissez des sites web de qualité traitant du thème abordé ici, merci de compléter l'article en donnant les références utiles à sa vérifiabilité et en les liant à la section « Notes et références ».
Ine Schenkkan, née le 21 décembre 1941 à Bukittinggi et morte le 5 juin 2001 à Amsterdam,, est une réalisatrice, monteuse, scénariste néerlandaise.

## Filmographie

### Réalisatrice et scénariste
- 1987 : Vroeger is dood
- 1989 : Jan Rap en z'n maat (nl)
- 1991 : Suite 215
- 1992 : 6 X Hugo Claus
- 1994 : Kats & Co (nl)
- 1994-1995 : Les Gravos (Flodder)

### Monteuse
- 1975 : Rufus
- 1976 : Sil de strandjutter (nl)
- 1976 : Pallieter
- 1978 : Nacht zonder zegen
- 1979 : Une femme comme Eva
- 1980 : Spetters de Paul Verhoeven
- 1981 : C'est fini, c'est fini (Voorbij, voorbij) de Paul Verhoeven
- 1983 : Le Quatrième Homme de Paul Verhoeven
- 1985 : La Chair et le Sang de Paul Verhoeven

## Crédit d'auteurs
- (nl) Cet article est partiellement ou en totalité issu de l’article de Wikipédia en néerlandais intitulé « Ine Schenkkan » (voir la liste des auteurs).